# Parasemia
Parasemia là một chi bướm đêm thuộc phân họ Arctiinae, họ Erebidae.

## Các loài
- Parasemia plantaginis Linnaeus, 1758